# Benjamin de Combes
Benjamin de Combes (c. 1649 - 13 juillet 1710) est un ingénieur militaire français. Il participa ou dirigea la construction ou le renforcement de nombreux forts français sous le règne de Louis XIV.
Il naît dans une famille d'officiers de marine, peut être d'origine de l'île d'Yeu. 
Il est envoyé dès son plus jeune âge en formation maritime. Il prend la mer alors qu'il n'a que 10 ans. Il est confié par son père au grand amiral hollandais Michiel de Ruyter qui lui donne des notions d'art maritime et de fortifications. Il devient officier de marine, enseigne puis lieutenant sur les galères royales à Marseille. En 1667, il est lieutenant de vaisseau à Brest. Anobli par lettre royale en 1685, il porte le titre d'écuyer (petite noblesse). Il participe à la campagne française de Méditerranée de 1669, ayant été remarqué par le duc de Beaufort. Il alla ainsi à Constantinople, Tripoli, Tunis et Alger. À la mort de son protecteur, il rentre ensuite en France où il est employé par Colbert pour participer aux travaux de construction de l'arsenal de la marine de Dunkerque (1671). Le roi Louis XIV venu visiter le port, le fait capitaine au régiment de Navarre, de l'infanterie. Il travaille notamment à la création de jetées en charpente, destinées à former le chenal reliant le port à la haute mer, à travers le banc Schurken. Il est chargé des fortifications du port en 1675 et 1676 et participe à la campagne de Flandres mené par Condé. Il est ainsi responsable des batteries flottantes sur l'Escaut. 
Il va alors partir outre-mer pour participer à différents travaux de fortifications (Canada) ou aider à en prendre (Tobago aux Antilles) puis Gorée en 1677. Il retourne alors en France et retravaille sur l'arsenal de Dunkerque sous les ordres de Vauban.   
Lors de la campagne d'Alger en 1683, il élabore le bombardement qu'Abraham Duquesne mène contre la ville. Il en estime alors la défense à 150 canons. Alors capitaine de vaisseau, il est pris en otage pendant les négociations. Libéré, il participe au siège de Gènes en 1684 (il aurait alors mené des reconnaissances incognito) puis navigue de nouveau en Méditerranée, le long des cotes d'Italie jusqu'aux Dardanelles. 
Il est nommé capitaine au régiment royal des vaisseaux en 1686. Il fortifie Abbeville entre 1688 et 1692. En 1693, il est nommé chef des fortifications de Normandie. Il a alors la charge de la protection de Rouen, Caen, Fécamp, Le Tréport, Dieppe, Honfleur, Saint-Vaast la Hougue et Tatihou, etc. En 1700, il mène une reconnaissance de la côte orientale anglaise. 
Il meurt en activité à Caen à 61 ans le 13 juillet 1710. 
Il était marié avec Marie-Françoise Moreau de Tierceville, issue d'une famille de parlementaires normands, avec laquelle il aura plusieurs enfants dont l'un Pierre-Benjamin deviendra gouverneur de Gisors.  

## Sources
- Dictionnaire des ingénieurs militaires 1691-1791 d'A. Blanchard, Montpellier, 1981, 2 tomes
- Dunkerque au temps de Louis XIV in Chasse-marée no 93, par Bernard Cros